# 富士吉田市立富士見台中学校
富士吉田市立富士見台中学校（ふじよしだしりつ ふじみだいちゅうがっこう）は、山梨県富士吉田市上暮地にある市立中学校。

## 概要
富士見台中学校は、1982年（昭和57年）4月1日に下吉田中学校の分離新設校として開校した。富士見台中学校は通称「富台中」と呼ばれ、「自ら学び，自ら考え，豊かな心を持ち，たくましく生きる生徒の育成」を目指し、教育活動を推進している。部活動は全員入部制で、活動は熱心である。小規模ながら，活躍している部が多い。また、生徒の要望で、体育館に演劇に必要な設備が設置され、学園祭（清流祭）等で演劇を行っている。校庭からは、すそのまで美しい富士山を望むことができる。

## 沿革

### 経緯
1982年（昭和57年）4月に開校した富士吉田市立富士見台中学校は、1992年（平成4年）11月に文部省指定「中学校生徒指導総合推進校」の全国公開、2007年（平成19年）11月は文部科学省指定「児童生徒の心に響く道徳教育推進事業」の全国公開を行った。

### 年表
- 1980年06月 - 鉄筋校舎建設工事着工
- 1981年06月 - 中学校建設条例改正  10月6日を学校創立記念日とする
- 1981年12月 - 校歌（歌詞）、校章決定
- 1982年04月 - 富士見台中学校開校
- 1983年03月 - 体育館完成
- 1981年08月 - プール完成
- 1990年04月 - テニスコート完成（新設）落成式
- 1991年05月 - パソコン教室完成
- 1992年04月 - 文部省指定「中学校生徒指導総合推進校」全国公開
- 1998年05月 - 室内プール竣工式
- 2007年11月 - 文部科学省指定「児童生徒の心に響く道徳教育推進事業」全国公開

## 教育方針
自ら学び、自ら考え、豊かな心を持ち、たくましく生きる生徒の育成

## 学校行事
| - 4月 入学式、3年修学旅行 - 5月 前期生徒総会、2年宿泊学習 - 6月 市内総合体育大会 | - 7月 縦割りレク - 8月 PTA環境整備作業 - 9月 清流祭 | - 10月 市内新人戦、小中合唱交換会 - 11月 マラソン大会 - 12月 後期生徒総会 | - 1月 体験入学 - 2月 - 3月 卒業式 |

## 進学前小学校
- 富士吉田市立富士小学校

## 交通
- 富士山麓電気鉄道富士急行線寿駅より徒歩3分